# Damien Grégorini
Damien Grégorini (* 2. března 1979, Nice) je francouzský fotbalový brankář, od července 2014 bez angažmá. Třikrát byl websitem Les Cahiers du football nominován na cenu Ballon de Plomb (v letech 2006, 2007 a 2010).

## Klubová kariéra
Grégorini hrál za francouzské kluby OGC Nice (zde debutoval v profesionálním fotbale), Olympique Marseille a AS Nancy.

## Reprezentační kariéra
Byl členem francouzského mládežnického výběru U21. Zúčastnil se Mistrovství Evropy hráčů do 21 let v roce 2002 ve Švýcarsku, kde Francie podlehla ve finále české jedenadvacítce v penaltovém rozstřelu a získala stříbro.